# The Silence Sellers

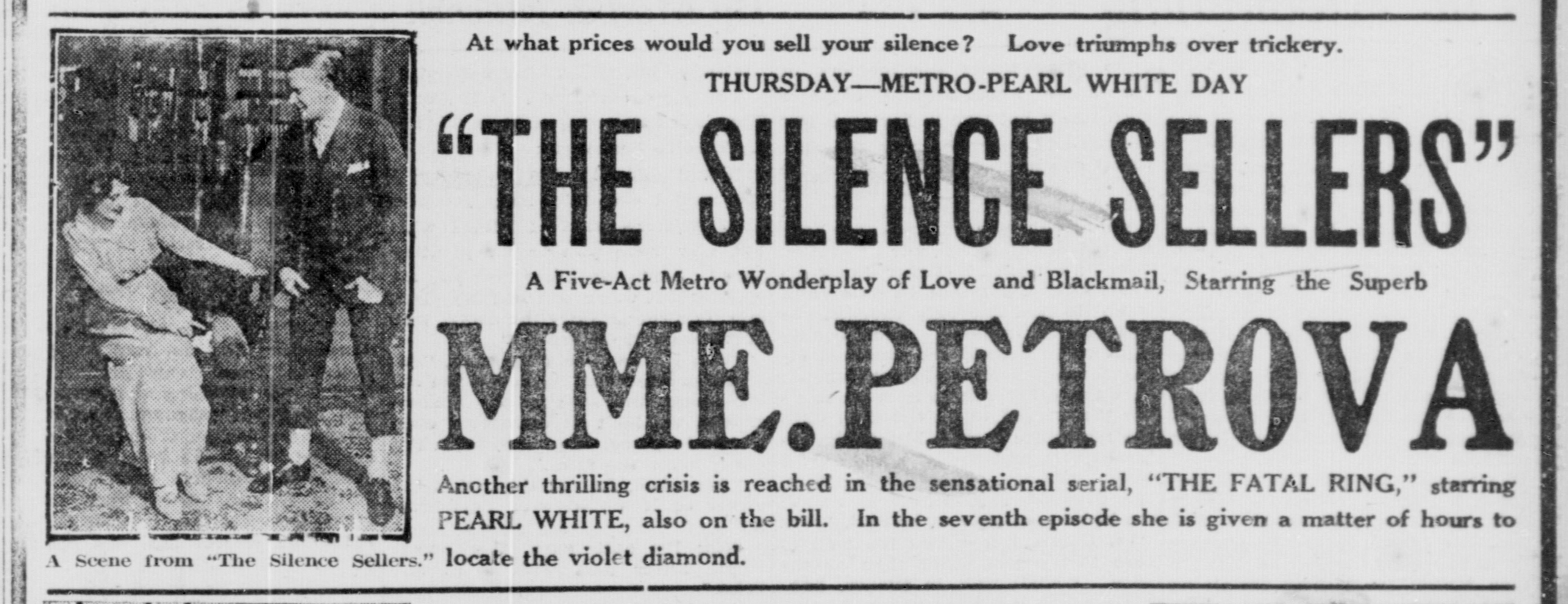
Publicité du film The Silence Sellers en 1917 dans la presse

Pour plus de détails, voir Fiche technique et Distribution.
The Silence Sellers est un film muet américain réalisé par Burton L. King, sorti en 1917.

## Fiche technique
- Titre : The Silence Sellers
- Réalisation : Burton L. King
- Scénario : Wallace Clifton, d'après une histoire de Hugh McNair Kahler
- Photographie : Harry B. Harris
- Producteur :
- Société de production : Metro Pictures Corporation
- Société de distribution : Metro Pictures Corporation
- Pays de production :  États-Unis
- Langue : Anglais
- Métrage : 1 500 m
- Format : Noir et blanc — 35 mm — 1,33:1 — Muet
- Genre : Film dramatique
- Durée : 50 minutes
- Date de sortie : 
  - États-Unis : 24 septembre 1917

## Distribution
- Olga Petrova : Laura Sutphen
- Mahlon Hamilton : Donald Loring
- Wyndham Standing : Von Kolnitz
- Violet Reed (en) : Sue Schuyler
- Charles Dungan : John Sutphen
- Miles McCarthy : Walter Schuyler
- Henry Leone : Hoffman
- Eddie James : Butlera